# Dornum

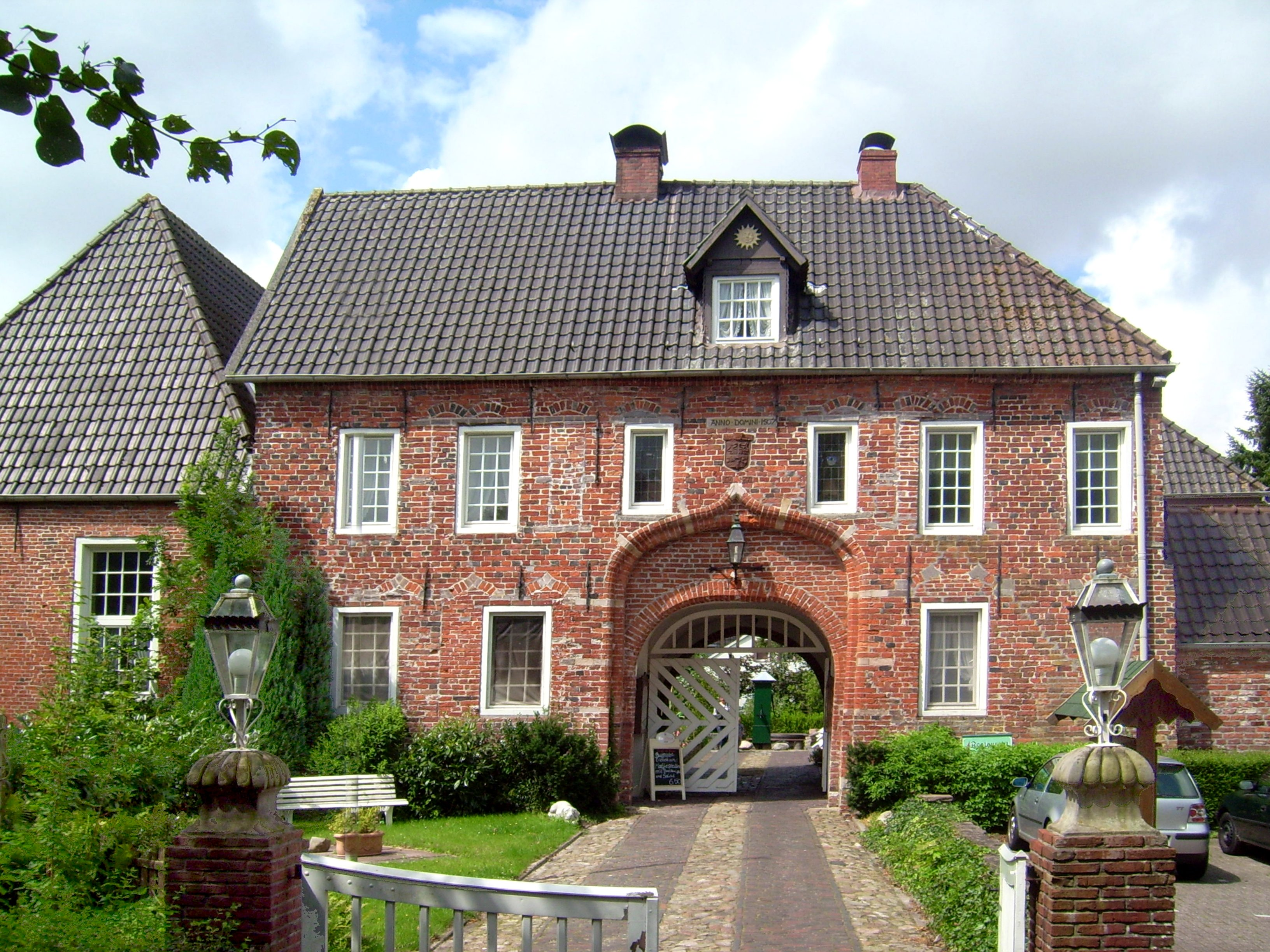
Beningaburg i Dornum

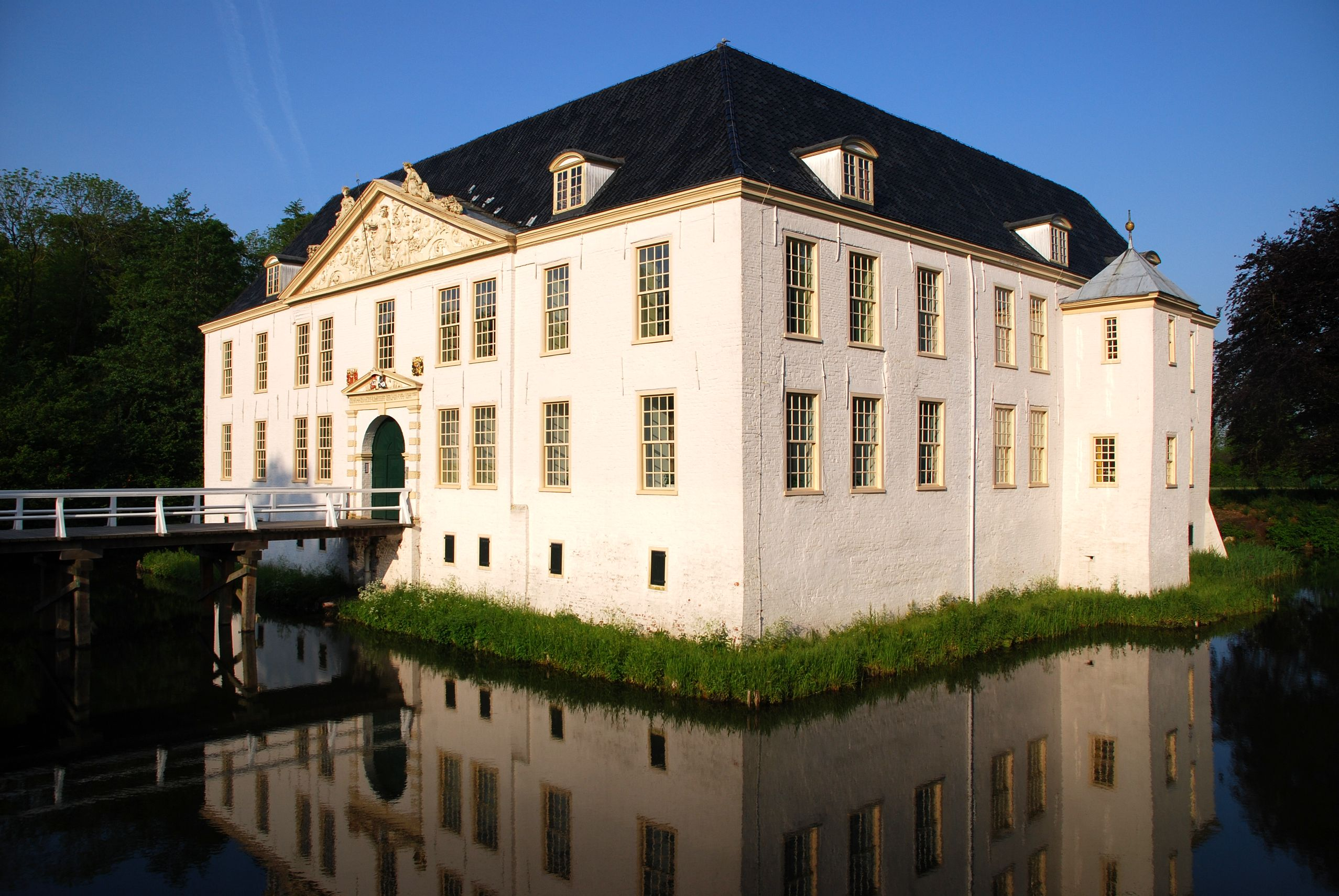
Norderburg i Dornum

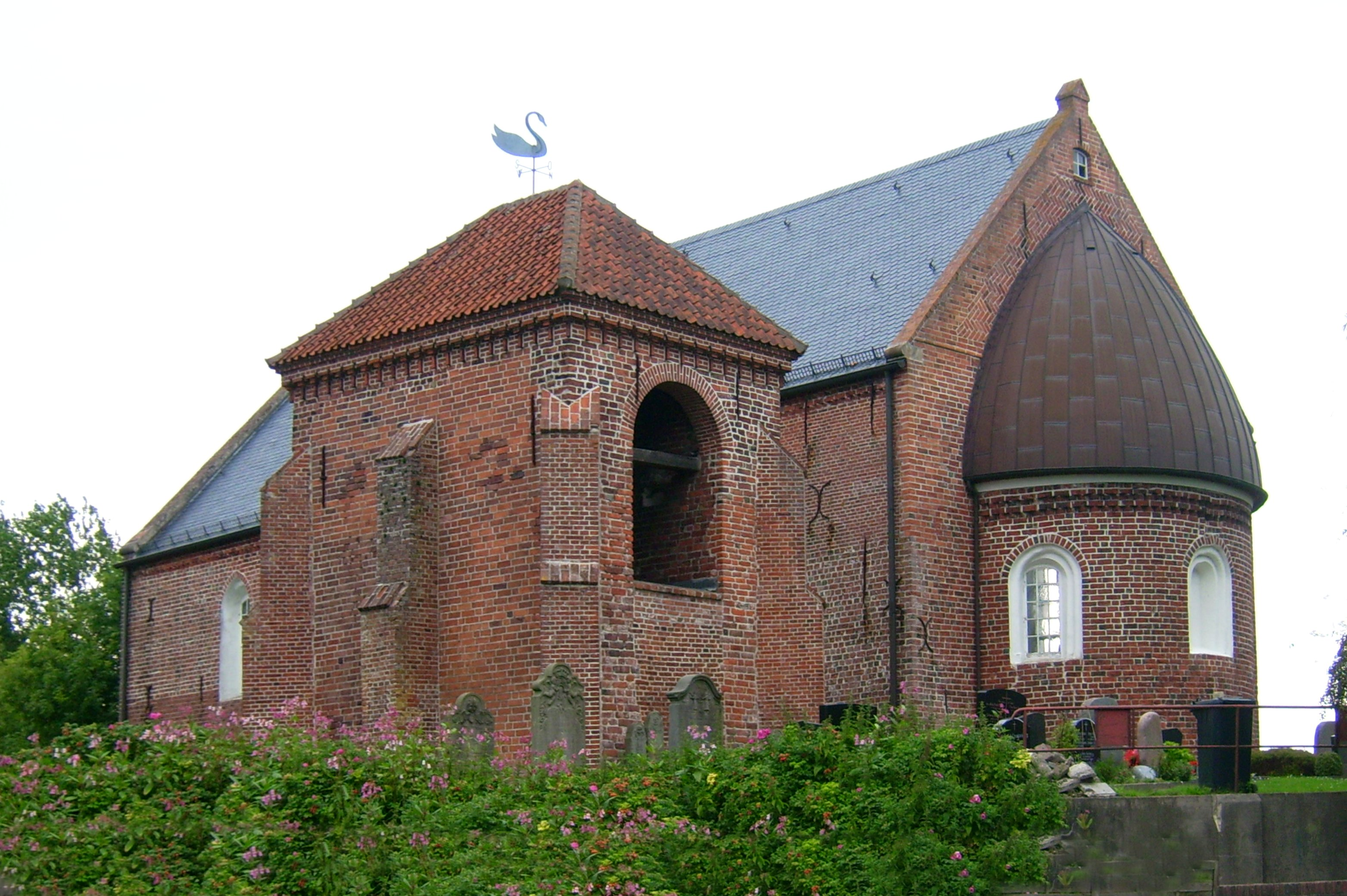
Kyrka i Westeraccum

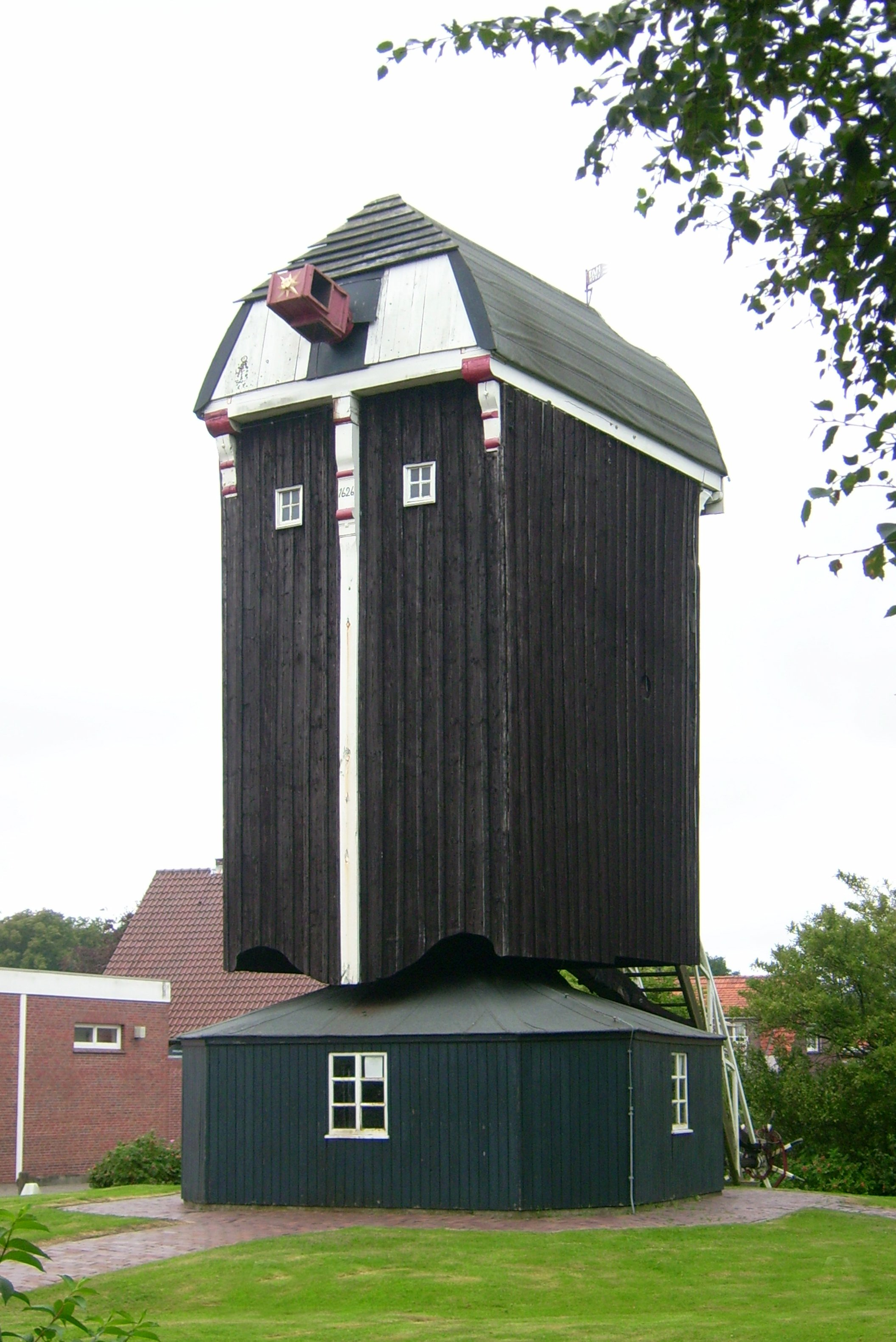
Väderkvarn av bocktyp (stubbkvarn) i Dornum

Dornum är en kommun i distriktet Aurich i den tyska delstaten Niedersachsen. Dornum ligger i det historiska landskapet Ostfriesland och har cirka 5 000 invånare.

## Geografi
Dornum ligger vid Nordsjökusten mellan de ostfriesiska städerna Esens och Norden. Kommunen ligger till stor del inom landskapstypen geest till skillnad från omgivande marskland.

## Historia
Området runt Dornum har en lång historia. Byn Nesse var ursprungligen en handelsby som grundades på 800-talet på en anlagd kulle (terp) till skydd från översvämningar i samband med stormfloder. Byns kyrka är från 1100-talet.
Under medeltiden behärskades Dornum av hövdingar. Detta innebar att Dornum behöll viss autonomi inom grevskapet Ostfriesland. Dornum fick sin särställning genom hövdingen Hero Attena runt år 1380. Bland föremål från medeltiden kan bland annat en dopfunt från 1270 i Dornums kyrka nämnas.
Runt år 1400 fanns det tre hövdingaborgar i Dornum. En av dessa borgar, Beningaborgen, byggdes i slutet på 1300-talet av Hero Attena.
En annan av Dornums borgar som byggdes på 1300-talet är Norderburg, förmodligen av Olde Hero av Dornum. Borgen skadades svårt 1514 under sachsiska fejden. I början på 1700-talet byggdes borgen om till ett barockslott.
Den sista häxbränningen i Ostfriesland ägde rum i Dornum år 1665.
Dornums historia har även präglats av närheten till havet. De äldsta orterna har byggts på högre liggande geestområden eller på konstgjorda kullar (terp) för att skydda mot översvämningar vid högvatten. Petrusstormfloden 1651 och julstormfloden 1717 förstörde nästan fullständigt orterna Westeraccumersiel och Dornumersiel.

## Orter i Dornums kommun
- Dornumergrode
- Dornumersiel
- Nesse
- Nessmersiel
- Ostdorf/Westdorf
- Westeraccum
- Westerbur
- Roggenstede
- Schwittersum

## Kultur och näringsliv
I kommunen finns ett fåtal museer. I badorten Dornumersiel finns bland annat ett Nordsjöhus med utställningar om Vadehavet och byggandet av skyddsvallar längs den ostfriesiska kusten. Dornumersiel är en av Ostfrieslands äldsta hamnar och där finns långa sandstränder. I Westeraccumersiel finns en fiskehamn.
I kommunen finns ett flertal gamla kyrkor, bland annat i Westeraccum. Där finns en tegelstenskyrka från 1100-talet med halvrund absid och murade valv. På kyrkogården finns sjökaptensgravar från 1600- och 1700-talen. Bartolomeuskyrkan i Dornum är från 1200-talet och har bland annat en mycket känd orgel som byggdes åren 1710-1711 av Gerhard von Holy från Aurich. Det är en av de största orglarna i Nordtyskland. I Dornum finns dessutom en av de få kvarvarande stubbkvarnarna i Ostfriesland.
Turismen är en viktig näring i dagens Dornum. Detta gäller särskilt badorten Dornumersiel. Från Dornum kan man bland annat göra vandringar genom de delar av Vadehavet som torrläggs vid ebb.
Gas från Nordsjön tas sedan 1995 i land vid Dornum av det norska företaget Statoil. De båda gasledningarna Europipe I och II går från det norska Ekofiskfältet till den tyska kusten mellan Dornum och Nesse, där det finns en mottagningsanläggning. Från Dornum går sedan dels en 49 kilometer lång ledning vidare till Emden och Knock, dels en 341 kilometer lång ledning (Netra) till Salzwedel i östra Tyskland och sedan vidare till Österrike och Tjeckien.

## Kända personer från Dornum
- Minnie Schönberg Marx (1865-1929), mor till de amerikanska komikerna Bröderna Marx, född i Dornum.